# Mike Dirnt

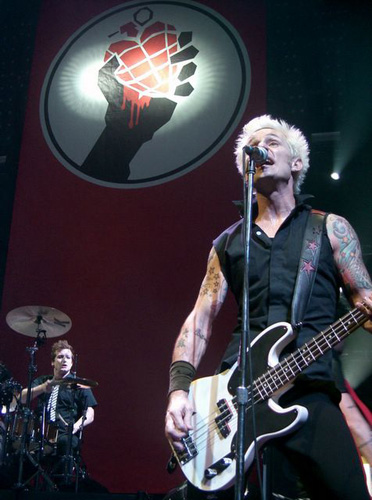
Mike Drint na koncercie (w tle jego kolega z zespołu Tre Cool)

Mike Dirnt właściwie Michael Ryan Pritchard (ur. 4 maja 1972 w Rodeo, Kalifornia) – amerykański basista, muzyk grupy Green Day.
Jego matka była uzależniona od heroiny, w efekcie czego odebrano jej prawa rodzicielskie i oddano Mike'a do adopcji. Przygarnęła go Indianka i jej białoskóry mąż, jednak gdy Mike miał siedem lat jego przybrani rodzice rozwiedli się i po siedmiokrotnych zmianach opiekunów, trafił wraz ze swoją starszą siostrą z powrotem do Indianki, którą uważa za swoją matkę. Już w wieku piętnastu lat usamodzielnił się i zamieszkał w starej ciężarówce, a następnie wynajmował za dwieście pięćdziesiąt dolarów miesięcznie pokój u matki Billie'go, a także zatrudnił się jako pomocnik kucharza w Rod's Hickory Pit w Vellejo, w tym samym miejscu, w którym pracowała matka Billie'go. Jakiś czas później zamieszkał w kalifornijskim Oakland, co opisał w piosence Welcome to Paradise.
Matkę-Indiankę, która go wychowywała, wspomina jak najlepiej – za pierwsze pieniądze zarobione w Green Day (za album Dookie) kupił jej dom. Nawet najbardziej przykre doświadczenia z okresu dorastania wspomina pozytywnie; mówi: „Nauczyły mnie myśleć za siebie. Moja matka (Indianka) nienawidziła białych, ale kochała mnie, co już wtedy dało mi pojęcie o źródłach nienawiści”. Dodaje też, że dzięki temu stał się typem mediatora – kogoś, kto potrafi pogodzić zwaśnione strony. A sztuka ta przydaje się w zespole. Mike jako jedyny z członków swojego zespołu ukończył szkołę średnią.
Zanim zaczął grać na basie, próbował gry na różnych instrumentach: pianinie czy gitarze elektrycznej.
W 1996 roku ożenił się ze swoją dziewczyną Anastasią. W 1997 roku urodziła im się córka, którą nazwali Estelle-Desiree. Jednak obecność Mike'a w zespole wywierała zbyt dużą presję na małżeństwo, więc Dirnt i Anastasia się rozwiedli. Drugie małżeństwo artysty również zakończyło się rozstaniem. W roku 2008 po raz drugi został ojcem. Mike jest współwłaścicielem kawiarni Rudy Can't Fail Cafe' w Emeryville w Kalifornii.
W marcu 2009 roku na Hawajach Dirnt ożenił się ze swoją dziewczyną, Brittney Cade. Mają razem dziecko, Brixtona Michaela, który urodził się 10 października 2008 roku oraz córkę Ryan Rudy Mae (ur. 29 listopada 2010)

## Wyposażenie
Gitary basowe
- Gibson G-3
- Fender Precission '66
- Fender Precission '69
- Mike Dirnt Signature Fender Precission

Wzmacniacze
- Mesa Boogie MB2000

Kostki
- Duplex Tortex .76 – .88mm Custom Plecks

Struny
- Fender Super 7250 roundwounds gauged .045–.105

## Nagrody
- 1995 – Circus poll:
  - Najlepszy basista: (Mike Dirnt)
- 1995 – The Bay Area Music Awards:
  - Znakomity basista
- 2001 – California Music Awards (The Bammies):
  - Znakomity basista